# الدوري النمساوي 1948–49
الدوري النمساوي الممتاز 1948–49 (بالألمانية: Österreichische Fußballmeisterschaft 1948/49)‏ هو الموسم 38 من  بوندسليغا النمسا لكرة القدم. أشرف على تنظيمه اتحاد النمسا لكرة القدم، وكان عدد الأندية المشاركة فيه  10، وفاز فيه أوستريا فيينا.